# 김신배
김신배(金信培, 1954년 10월 15일, 대한민국 충청남도 부여 ~ )는 대한민국의 기업인으로 SK그룹 부회장이다.

## 학력
- 1971년 경기고등학교
- 1974년 서울대학교 산업공학 학사
- 1978년 한국과학기술원(KAIST) 석사
- 1983년 미국 펜실베이니아 대학교 경영대학원(Wharton School) 석사

## 경력
- [1978.01~1983.04] 삼성물산
- [1983.04~1991.09] 삼성전자
- [1995.07~1997.03] 한국통신 사업전략 담당 이사
- [1998.07~1998.12] SK텔레콤 전략기획담당 상무
- [1999.01~2000.01] SK텔레콤 수도권지사장 상무
- [2000.02~2000.12] 신세기통신 경영지원단장 상무
- [2001.01~2001.04] 신세기통신 전략지원부문장 전무
- [2001.05~2004.03] SK텔레콤 전략기획부문장 전무
- [2004.03~2008.12] SK텔레콤 대표이사 사장,
- [2009.01~2010.12] SK C&C 대표이사 부회장
- [2011.01~] (現)SK그룹 부회장단 부회장
- (現) 한국 RFID/USN융합협회장(Korea Association of RFID/USN Convergence)
- (現) 한국IT서비스산업협회 회장(Korea Information Technology Service Industry Association)
- (現) 국가정보화전략위원회 민간위원
- (現) SW 대중소 상생협력위원회 위원장
- 2017년 ~ (주)포스코 사외이사
- (주)포스코 ESG위원회 위원장

## 수상 이력
- 2004년 아태위성통신협의회(APSCC) 올해의 아시아 위성공로상
- 2005년 외교통상부 감사패 (2005.11.9)
- 2005년 '비즈니스 위크(Business Week)'의 'Best Leaders of 2005'에 선정
- 2006년 정보통신부 감사패(CDMA 상용화 공로) (2006.2.3)
- 2006년 '2006년 존경받는 기업·기업인' 최우수상 (전국경제인연합회와 서울경제신문 제정/시행)
- 2006년 이웃돕기 유공 국민훈장 모란장 수훈 (2006.6.27)
- 2006년 뉴미디어 대상 '올해의 정보통신인상' 수상
- 2007년 서경 2007 존경받는 기업, 기업인 대상 기업인 대상 (2007.4.13)
- 2007년 제16회 다산경영상 수상
- 2007년 주한 영국상공회의소(BCCK) 어워즈 사회공헌상(CRS)상 (2007.10.22)
- 2008년 Ernst&Young 최고기업가상(2008.4.3)
- 2008년 베트남사회주의공화국 국가우호훈장(2008.6.19)
- 2009년 제43회 납세자의 날 대통령 표창(2009.3.3)